# حلیمه سعدیه
حَلیمِه بِنتِ ذُؤَیْب مشهور به حَلیمهٔ سَعدیّه دومین دایه محمد پیامبر اسلام، پس از ثُوَیبه و مادر رضاعی وی بود.

## خانواده
پدر حلیمه، ابو ذُؤَیب عبداللّه بن حارث بن شِجْنَه سَعدی، از قبیلهٔ سعد بن بکر بن هوازن بود.
همسر وی حارث بن العبدالعزی بود. فرزندان وی و حارث، پسری به نام عبدالله بن حارث و دو دختر به نام‌های انیسه بنت حارث و حذافه بنت حارث بودند.
کنیه‌ همسر حلیمه ابوکبشه بود، ظاهراً یکی از دلایلی که قریش پیامبر را ابن ابی‌کبشه می‌خواندند، همین بوده است.

## دایگی پیامبر
حلیمه در سالی که قحطی بزرگی میان قبیله بنی‌سعد افتاده بود، همراه با نُه تن از زنان قبیله، برای امرار معاش از طریق شیردهی به کودکان قبایل ثروتمند مکه، عازم این شهر شد، اما چون مرکب او از شدت تنگدستی و قحطی ناتوان و لاغر بود، از دیگران عقب افتاد و دیر به مکه رسید. در نتیجه، فقط نوه عبدالمطلب مانده بود که به دلیل یتیم بودنش، کسی حاضر نشده بود به او شیر بدهد، زیرا می‌ترسیدند دستمزد مناسبی دریافت نکنند. حلیمه دایگی محمد را بر عهده گرفت.
حلیمه پس از ثُوَیبه، کنیز ابولهب که چند روزی به پیامبر شیر داد، شیردادن به محمد را برعهده گرفت.

## اسلام آوردن
پس از ظهور اسلام ، حلیمه و شوهرش نزد پیامبر و خدیجه رفتند و اسلام آوردند و با پیامبر بیعت کردند.

## درگذشت

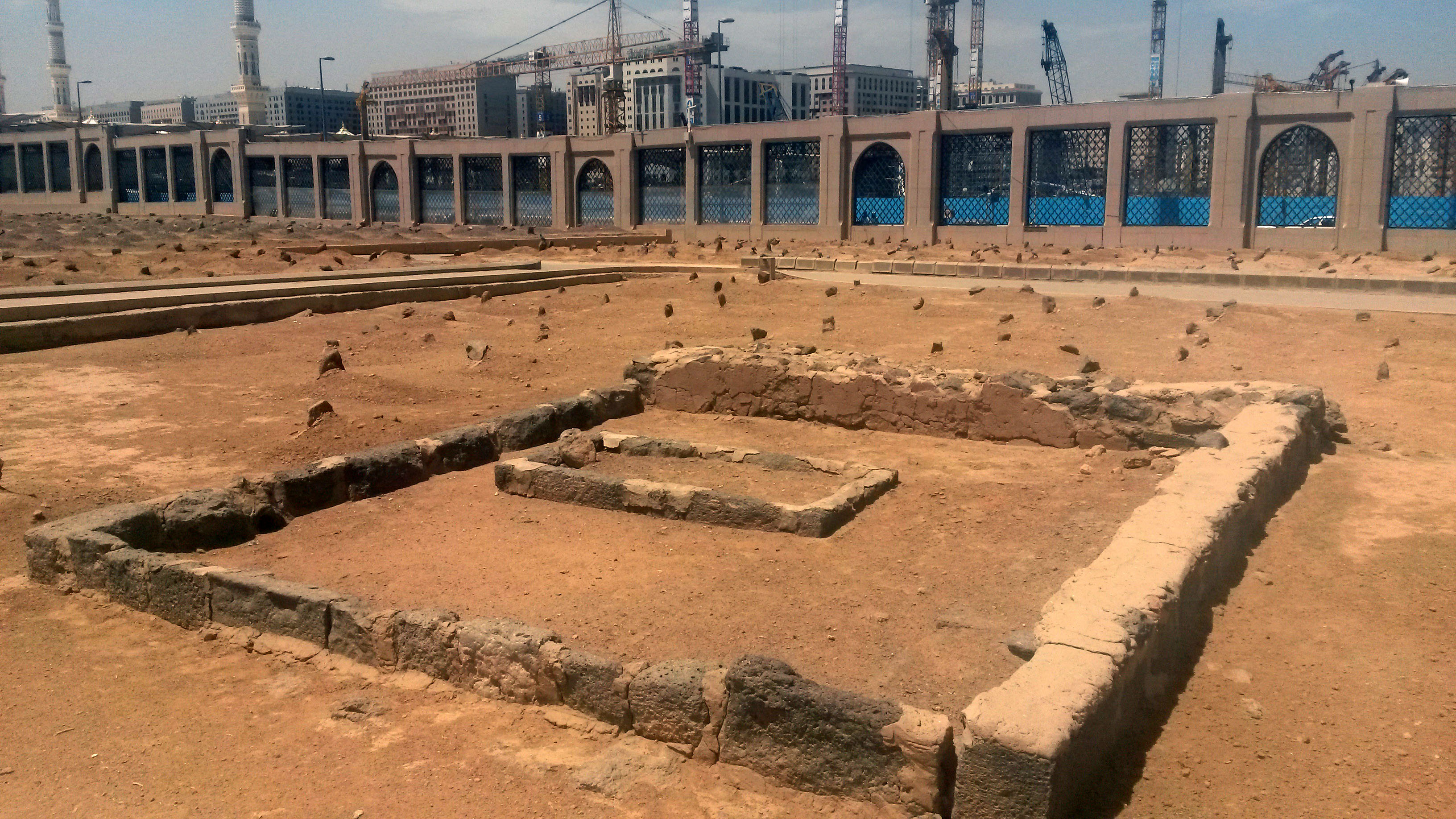
قبر حلیمه در بقیع

بنا به برخی روایت ها حلیمه قبل از فتح مکه (رمضان سال ۸ قمری) درگذشت. مقبره او در قسمت شمال شرقی قبرستان بقیع قرار دارد.